# 88 d'Aquari
88 d'Aquari (88 Aquarii) és una estrella a la constel·lació d'Aquari. És una estrella gegant taronja del tipus K amb una magnitud aparent +3,68. Està aproximadament a 234 anys llum de la Terra.